# Зайє-Канді
Зайє-Канді (перс. زایه‌کندی‎‎) — село в Ірані, входить до складу дехестану Південний Назлуй у Центральному бахші шахрестану Урмія провінції Західний Азербайджан.